# Mautes
 Mautes  es una comuna (municipio) de Francia, en la región de Lemosín, departamento de Creuse, en el distrito de Aubusson y cantón de Bellegarde-en-Marche.
Su población en el censo de 1999 era de 220 habitantes.
Está integrada en la Communauté de communes Auzances-Bellegarde-en-Marche.